# Kanton Coulanges-sur-Yonne
Kanton Coulanges-sur-Yonne (fr. Canton de Coulanges-sur-Yonne) byl francouzský kanton v departementu Yonne v regionu Burgundsko. Skládal se z 10 obcí. Zrušen byl po reformě kantonů 2014.

## Obce kantonu
- Andryes
- Coulanges-sur-Yonne
- Crain
- Étais-la-Sauvin
- Festigny
- Fontenay-sous-Fouronnes
- Lucy-sur-Yonne
- Mailly-le-Château
- Merry-sur-Yonne
- Trucy-sur-Yonne